# 2011年のアジアシリーズ
2011年のアジアシリーズ（2011 Asia Series、2011年亞洲職棒大賽、2011년 아시아 시리즈）は、2011年11月25日から11月29日まで台湾の台中インターコンチネンタルスタジアム及び桃園国際野球場で開催されたプロ野球アジアチャンピオン決定トーナメント。
本アジアシリーズはNPB（日本）、KBO（韓国）、CPBL（チャイニーズタイペイ）に加え、ABL（オーストラリア）が初参加し、4ヶ国のチームにて開催された。前回大会まで出場していた中国は国内リーグの事情により今回の参加を見合わせることとなった。
優勝は韓国のサムスン・ライオンズで、韓国勢としては初のアジアシリーズ優勝となった。また、日本から出場した福岡ソフトバンクホークスが決勝で敗れ、2005年の第1回開催から続いた日本勢の連覇は4で止まった。

## 開催背景
2008年大会で2007年大会のオフィシャルスポンサーだったコナミが撤退、後援を行っていた読売新聞社も手を引いた影響により2009年及び2010年は行われなかったが、2011年3月18日に大会開催地を日本から台湾に移し開催すること会見にて発表、4月21日に台北市にて行われた「第2回アジア・オセアニア ベースボールサミット」にて、台湾にて開催されることを再確認した。
本大会はCPBLが各リーグから協力を得て、台湾での開催を実現。またCPBLは2009年と2010年に日本で行われた「日韓クラブチャンピオンシップ」に習い、2010年に「CPBL-KBOクラブチャンピオンシップ2010」をアジアシリーズのテスト大会として開催するなど、運営面での準備を進めていた。また当初「アジアシリーズ2011」は11月11日の開幕を予定していたが、日本の東日本大震災によりNPBのシーズン開幕が遅れ、予定されていたアジアシリーズの日程と日本シリーズの日程が重複する事態となってしまい、5月18日、アジアシリーズ運営委員会から参加チームならびに日程が発表された。

## 謝謝台湾1125
東日本大震災以降の台湾からの日本へ支援活動他に、球場へ「頑張れ日本」という横断幕を掲げたり、「加油日本」とかかれたシールを貼り試合をしてくれたチーム等の中華職業棒球大聯盟（以下、CPBL）における日本への支援を、台湾在住の日本人留学生が見て感動し、また2011年のアジアシリーズを台湾で開催することを受け、「台湾野球界・台湾の人々に感謝の気持ちを伝えたい」と考えた留学生が発起人となり、2011年11月25日に行われた日本対台湾戦にて、台湾への感謝を伝えるフライヤー配布、台湾への感謝を伝える動画を球場のビッグスクリーンを用いての放映を行った。
放映に当たっては、発起人が放送料を台湾の留学生や有志から募ったが、CPBL側が受け取りを拒否したため、無償にて放映を行った。
尚、CPBL側への打診の前に、日本側のNPBやプロ野球12球団に協力を求めるE-mailを送ったが、具体的な進展は何一つ無かったという。

## 大会概要
- 試合日程：2011年11月25日 - 11月29日
- 試合会場：台中インターコンチネンタルスタジアム及び桃園国際野球場
- 主管：行政院体育委員会
- 主催：中華職業棒球大連盟、台中市、桃園県
- 協力：日本野球機構、オーストラリア野球連盟、韓国野球委員会
- 試合の方式:アジアシリーズ#試合方式を参照

賞金
- 優勝チーム 1500万台湾ドル[7]（他に優勝ペナント）
- 準優勝チーム 1000万台湾ドル[7]
- 第3位・4位チーム 250万台湾ドル[7]

放送

## 出場チーム
- 台湾 - 統一セブンイレブン・ライオンズ（2011年台湾シリーズ 優勝）
- 日本 - 福岡ソフトバンクホークス（2011年日本シリーズ 優勝）
- 韓国 - サムスン・ライオンズ（2011年韓国シリーズ 優勝）
- オーストラリア - パース・ヒート（2011年ABLチャンピオンシップシリーズ 優勝）

## 試合結果

### 予選リーグ
| 順位 | チーム名                       | 勝 | 負 | 勝率  | GB | 得点 | 失点 |
| ---- | ------------------------------ | -- | -- | ----- | -- | ---- | ---- |
| 1    | 福岡ソフトバンクホークス       | 3  | 0  | 1.000 | -  | 19   | 5    |
| 2    | サムスン・ライオンズ           | 2  | 1  | 0.667 | 1  | 16   | 14   |
| 3    | 統一セブンイレブン・ライオンズ | 1  | 2  | 0.333 | 2  | 11   | 14   |
| 4    | パース・ヒート                 | 0  | 3  | 0.000 | 3  | 4    | 17   |

#### Game.1
- ●パース・ヒート 2 -10 サムスン・ライオンズ○（台中インターコンチネンタル野球場）

|          | 1 | 2 | 3 | 4 | 5 | 6 | 7 | 8 | 9 | R  | H  | E |
| -------- | - | - | - | - | - | - | - | - | - | -- | -- | - |
| パース   | 0 | 0 | 1 | 0 | 0 | 1 | 0 | 0 | 0 | 2  | 7  | 4 |
| サムスン | 0 | 0 | 3 | 0 | 0 | 1 | 0 | 6 | X | 10 | 12 | 0 |

1. 勝利：張ウォン三
2. 敗戦：ダニエル・シュミット
3. 本塁打
：アランデサンミゲル（6回）
：申命澈（8回）
4. 審判
［球審］蘇建文
［塁審］山村（1B）、張展栄（2B）、佐藤（3B）
5. 開始：12時00分

#### Game.2
- ●統一セブンイレブン・ライオンズ 5 - 6 福岡ソフトバンクホークス○（台中インターコンチネンタル野球場）

|                  | 1 | 2 | 3 | 4 | 5 | 6 | 7 | 8 | 9 | R | H | E |
| ---------------- | - | - | - | - | - | - | - | - | - | - | - | - |
| 統一             | 0 | 2 | 0 | 0 | 0 | 0 | 0 | 0 | 3 | 5 | 9 | 2 |
| 福岡ソフトバンク | 1 | 0 | 2 | 0 | 3 | 0 | 0 | 0 | X | 6 | 7 | 0 |

1. 勝利：新垣渚
2. セーブ：金澤健人
3. 敗戦：ライアン・グリン
4. 審判
［球審］全日洙
［塁審］マカイ（1B）、李永宰（2B）、ポールトン（3B）
5. 開始：19時00分

#### Game.3
- ○福岡ソフトバンクホークス 9 - 0 サムスン・ライオンズ●（台中インターコンチネンタル野球場）

|                  | 1 | 2 | 3 | 4 | 5 | 6 | 7 | 8 | 9 | R | H  | E |
| ---------------- | - | - | - | - | - | - | - | - | - | - | -- | - |
| 福岡ソフトバンク | 0 | 5 | 0 | 0 | 2 | 1 | 0 | 1 | 0 | 9 | 11 | 2 |
| サムスン         | 0 | 0 | 0 | 0 | 0 | 0 | 0 | 0 | 0 | 0 | 5  | 2 |

1. 勝利：山田大樹 (1–0)
2. 敗戦：李宇善 (0–1)
3. 審判
［球審］ポールトン
［塁審］蘇建文（1B）、マカイ（2B）、張展榮（3B）
4. 開始：12時00分

#### Game.4
- ○統一セブンイレブン・ライオンズ 3 - 2 パース・ヒート●（台中インターコンチネンタル野球場）

|        | 1 | 2 | 3 | 4 | 5 | 6 | 7 | 8 | 9 | 10 | R | H  | E |
| ------ | - | - | - | - | - | - | - | - | - | -- | - | -- | - |
| 統一   | 0 | 0 | 0 | 0 | 2 | 0 | 0 | 0 | 0 | 1  | 3 | 10 | 0 |
| パース | 0 | 0 | 0 | 0 | 0 | 0 | 0 | 0 | 2 | 0  | 2 | 4  | 3 |

1. 勝利：王鏡銘
2. セーブ：林岳平
3. 敗戦：キャメロン・ラム
4. 開始：19時00分

#### Game.5
- ○福岡ソフトバンクホークス 4 - 0 パース・ヒート●（桃園国際野球場）

|                  | 1 | 2 | 3 | 4 | 5 | 6 | 7 | 8 | 9 | R | H | E |
| ---------------- | - | - | - | - | - | - | - | - | - | - | - | - |
| 福岡ソフトバンク | 1 | 0 | 0 | 0 | 2 | 1 | 0 | 0 | 0 | 4 | 9 | 1 |
| パース・ヒート   | 0 | 0 | 0 | 0 | 0 | 0 | 0 | 0 | 0 | 0 | 3 | 3 |

1. 勝利：巽真悟
2. 敗戦：トレバー・コーエー
3. 審判
［球審］張展栄
［塁審］全日洙（1B）、蘇建文（2B）、李永宰（3B）
4. 開始：13時03分

#### Game.6
- ○サムスン・ライオンズ 6 - 3 統一セブンイレブン・ライオンズ●（桃園国際野球場）

|          | 1 | 2 | 3 | 4 | 5 | 6 | 7 | 8 | 9 | R | H  | E |
| -------- | - | - | - | - | - | - | - | - | - | - | -- | - |
| サムスン | 0 | 0 | 2 | 1 | 0 | 0 | 0 | 2 | 1 | 6 | 10 | 1 |
| 統一     | 0 | 0 | 0 | 1 | 0 | 2 | 0 | 0 | 0 | 3 | 6  | 1 |

1. 勝利：権五俊
2. セーブ：呉昇桓 (1)
3. 敗戦：ライアン・グリン
4. 本塁打
：郭俊佑（6回）
：崔炯宇（8回）
5. 審判
［球審］山村
［塁審］マカイ（1B）、佐藤（2B）、ポールトン（3B）
6. 開始：19時00分

### 決勝
- ○サムスン・ライオンズ 5 - 3 福岡ソフトバンクホークス● （台中インターコンチネンタル野球場）

|                          | 1 | 2 | 3 | 4 | 5 | 6 | 7 | 8 | 9 | R | H  | E |
| ------------------------ | - | - | - | - | - | - | - | - | - | - | -- | - |
| サムスン・ライオンズ     | 0 | 0 | 0 | 0 | 5 | 0 | 0 | 0 | 0 | 5 | 8  | 0 |
| 福岡ソフトバンクホークス | 1 | 0 | 0 | 0 | 0 | 0 | 0 | 2 | 0 | 3 | 10 | 1 |

1. 勝利：張洹三
2. セーブ：呉昇桓
3. 敗戦：岩嵜翔
4. 審判
［球審］蘇建文
［塁審］マカイ（1B）、張展栄（2B）、ポールトン（3B）
5. 開始：19時05分